# Відбиття (геометрія)

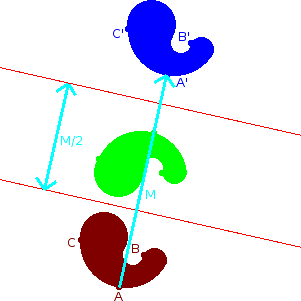
Композиція двох відбиттів відносно незбіжних паралельних осей дає паралельне перенесення.

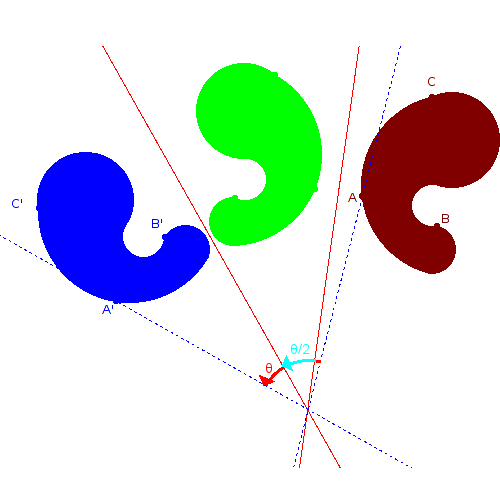
Композиція двох відбиттів відносно непаралельних осей дає обертання.

Відбиття, дзеркальне відбиття, дзеркальна симетрія — рух евклідового простору, множина нерухомих точок якого, є гіперплощиною (у випадку тримірного простору — просто площиною).
Термін «дзеркальна симетрія» використовується також для опису відповідного типу симетрії об'єкта, тобто, коли об'єкт під час операції відбиття переходить сам у себе.
Це математичне поняття описує співвідношення в оптиці об'єктів і їх (уявних) зображень у разі відбиття у пласкому дзеркалі, а також багато які закони симетрії (у кристалографії, хімії, фізиці, біології і тощо, а також у мистецтві).

## Осьова симетрія
У розмірності 2 (тобто, на площині) гіперплощина є прямою, у такому випадку кажуть про осьову симетрію або симетрію відносно прямої.
Для фігури, що переходить сама у себе за осьової симетрії, пряма, яку утворено нерухомими точками руху, називається віссю симетрії фігури. Прикладом осі симетрії відрізка, є його серединний перпендикуляр.
Будь-який рух площини можна представити у вигляді композиції не більш ніж трьох осьових симетрій.